# Pentacalia axillariflora
Pentacalia axillariflora là một loài thực vật có hoa trong họ Cúc. Loài này được S.Díaz & Pedraza mô tả khoa học đầu tiên năm 2002.